# Зіммельсдорф
Зіммельсдорф (нім. Simmelsdorf) — громада в Німеччині, розташована в землі Баварія. Підпорядковується адміністративному округу Середня Франконія. Входить до складу району Нюрнбергер-Ланд.
Площа — 40,85 км2. Населення становить 3366 ос. (станом на 31 грудня 2020).